# Garam masala

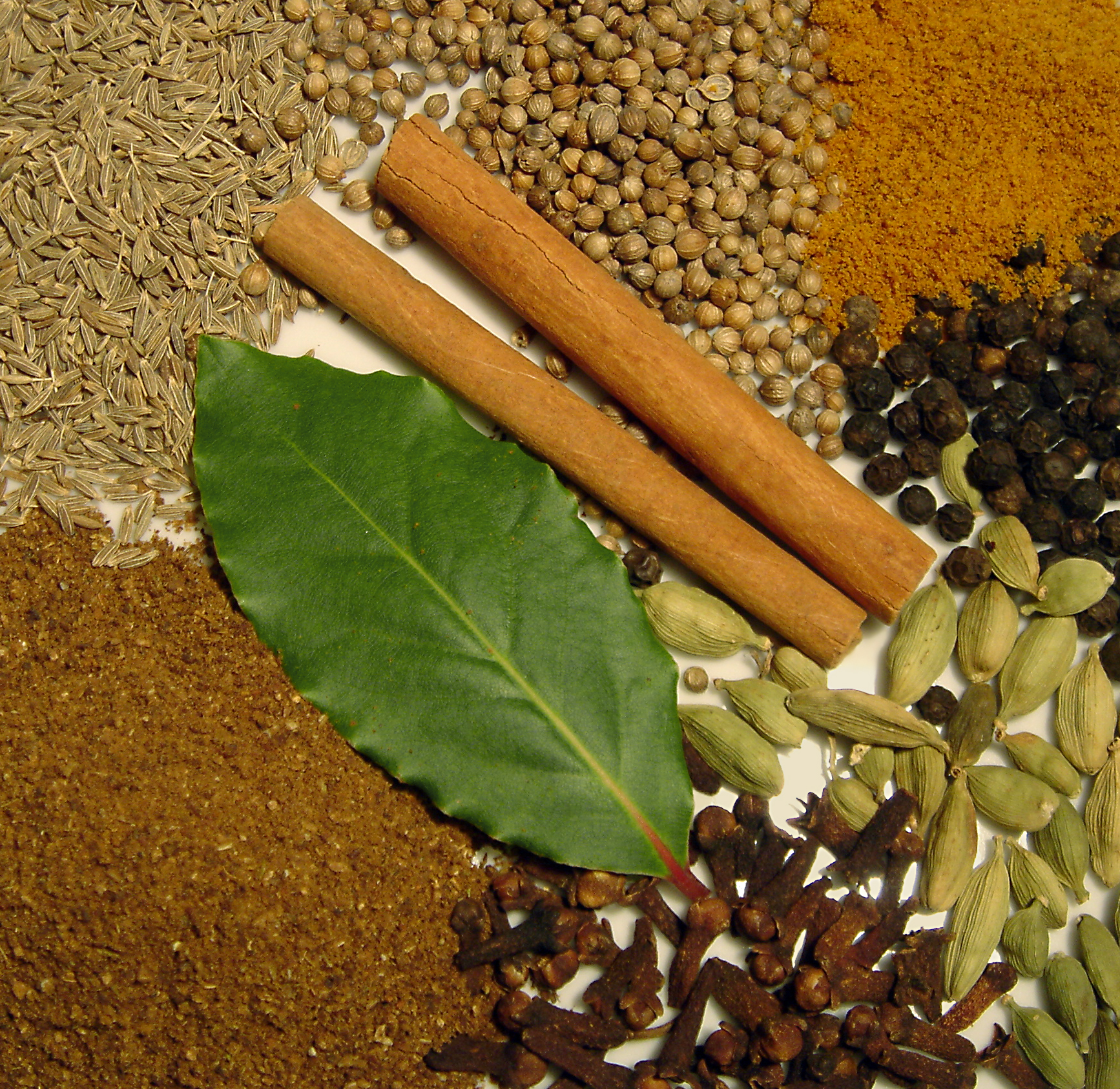
Garam masala

Garam masala (Hindi: गरम मसाला, garam masālā) este un amestec de condimente, cel mai des condimente măcinate, folosite la prepararea curry-lor în bucătăria indiană.
Amestecurile tradiționale conțin ingrediente care, după medicina ayurvedică, încălzesc corpul. Acestea includ, printre altele, cardamom negru, scorțișoară, cuișoare, piper negru și chimen.
Aproape fiecare familie are propria rețetă, unde amestecurile "moderne" conțin, de asemenea, condimente, cum ar fi fenicul sau cardamom verde, care au efect de răcire. Ingredientele întregi sunt de obicei mai întâi prăjite uscat într-un vas, astfel încât uleiurile esențiale și arome sunt eliberate și apoi, după răcire sunt zdrobite sau măcinate într-un mojar, dar pot fi folosite și întregi. Amestecul se păstrează bine închis timp de câteva luni, la întuneric, în loc uscat.
Garam masala are culoarea tutunului maro și se utilizează, datorită aromei puternice, în special în preparate din carne. Condimentul poate fi adăugat fie în grăsime fierbinte, înainte de a rumeni carnea, fie, în cele mai multe cazuri, la sfârșitul procesului de gătit.
Alegerea de condimente folosite determină aroma amestecului. 